# Messier 106
M106 (Messier 106 / NGC 4258) is een spiraalstelsel in het sterrenbeeld Jachthonden (Canes Venatici). Het hemelobject werd in 1781 door Pierre Méchain ontdekt. M106 is tevens een Seyfert-stelsel, wat betekent dat als gevolg van röntgenstraling en ongebruikelijke emissielijnen, wordt verwacht dat zich in het centrum van het sterrenstelsel in een superzwaar zwart gat bevindt . M106 staat op 21-25 miljoen lichtjaar van de Aarde en beweegt zich van ons af met een snelheid van 537 km/s.